# Lukáš Haraslín
Lukáš Haraslín (Bratislava, 26 mei 1996) is een Slowaaks voetballer die doorgaans speelt als linksbuiten. In juli 2022 verruilde hij Sassuolo voor Sparta Praag. Haraslín maakte in 2019 zijn debuut in het Slowaaks voetbalelftal.

## Clubcarrière
Haraslín speelde in de jeugd van FK Lamač en Slovan Bratislava, voor hij in 2013 verkaste naar Parma. Bij deze club maakte hij ook zijn professionele debuut, toen op 1 februari 2015 werd gespeeld op bezoek bij AC Milan. Namens die club opende Jérémy Ménez de score met een benutte strafschop. Antonio Nocerino maakte gelijk namens Parma, maar door een tweede treffer van Ménez en een doelpunt van Cristian Zaccardo won AC Milan de wedstrijd met 3–1. Haraslín moest van coach Roberto Donadoni op de reservebank beginnen en hij mocht na zevenenzeventig minuten invallen voor Silvestre Varela.
Hierna speelde de Slowaak nog mee in een uitwedstrijd bij Fiorentina (3–0 verlies) en in de zomer van 2015 werd hij transfervrij aangetrokken door Lechia Gdańsk, waar hij zijn handtekening zette onder een verbintenis voor de duur van drie seizoenen. Dit contract werd in de zomer van 2017 met twee seizoenen verlengd, tot medio 2020. Twee jaar later werd het contract met een seizoen extra verlengd. In januari 2020 werd Haraslín verhuurd aan Sassuolo in Italië, dat hem in juli van dat jaar na de verhuurperiode definitief overnam. In de zomer van 2021 nam Sparta Praag hem op huurbasis over met een optie tot koop. Deze optie werd aan het einde van het seizoen 2021/22 gelicht.

## Clubstatistieken
| Seizoen | Club           | Competitie  | Competitie | Competitie | Beker | Beker | Internationaal | Internationaal | Totaal | Totaal |
| Seizoen | Club           | Competitie  | Wed.       | Dlp.       | Wed.  | Dlp.  | Wed.           | Dlp.           | Wed.   | Dlp.   |
| ------- | -------------- | ----------- | ---------- | ---------- | ----- | ----- | -------------- | -------------- | ------ | ------ |
| 2014/15 | Parma          | Serie A     | 2          | 0          | 0     | 0     | —              | —              | 2      | 0      |
| 2015/16 | Lechia Gdańsk  | Ekstraklasa | 20         | 3          | 1     | 0     | —              | —              | 21     | 3      |
| 2016/17 | Lechia Gdańsk  | Ekstraklasa | 26         | 4          | 1     | 0     | —              | —              | 27     | 4      |
| 2017/18 | Lechia Gdańsk  | Ekstraklasa | 11         | 0          | 0     | 0     | —              | —              | 11     | 0      |
| 2018/19 | Lechia Gdańsk  | Ekstraklasa | 33         | 4          | 5     | 1     | —              | —              | 38     | 5      |
| 2019/20 | Lechia Gdańsk  | Ekstraklasa | 18         | 2          | 4     | 3     | 2              | 0              | 24     | 5      |
| 2019/20 | → Sassuolo     | Serie A     | 11         | 1          | 0     | 0     | —              | —              | 11     | 1      |
| 2020/21 | Sassuolo       | Serie A     | 14         | 0          | 1     | 0     | —              | —              | 15     | 0      |
| 2021/22 | → Sparta Praag | Česká liga  | 29         | 4          | 5     | 0     | 8              | 2              | 42     | 6      |
| 2022/23 | Sparta Praag   | Česká liga  | 22         | 7          | 4     | 1     | 2              | 0              | 28     | 8      |
| 2023/24 | Sparta Praag   | Česká liga  | 29         | 12         | 2     | 0     | 13             | 4              | 44     | 16     |
| 2024/25 | Sparta Praag   | Česká liga  | 22         | 11         | 3     | 1     | 11             | 2              | 36     | 14     |
| 2025/26 | Sparta Praag   | Česká liga  | 1          | 0          | 0     | 0     | 0              | 0              | 1      | 0      |
| Totaal  | Totaal         | Totaal      | 238        | 48         | 26    | 6     | 36             | 8              | 300    | 62     |

Bijgewerkt op 22 juli 2025.

## Interlandcarrière
Haraslín maakte zijn debuut in het Slowaaks voetbalelftal op 7 juni 2019, toen met 5–1 gewonnen werd van Jordanië. De vleugelspeler mocht van bondscoach Pavel Hapal in de rust invallen voor Miroslav Stoch en vijf minuten later opende hij de score. Namens Slowakije kwamen ook Martin Chrien, Ján Greguš, Samuel Mráz en Jaroslav Mihalík tot scoren, waar Musa Al-Taamari voor de tegentreffer zorgde. De andere debutanten dit duel waren Dominik Greif (Slovan Bratislava), Róbert Boženík (MŠK Žilina) en Martin Chrien (CD Santa Clara). Haraslín werd in juni 2021 door bondscoach Štefan Tarkovič opgenomen in de selectie van Slowakije voor het uitgestelde EK 2020. Op het EK werd Slowakije in de groepsfase uitgeschakeld na een overwinning op Polen (1–2) en nederlagen tegen Zweden (1–0) en Spanje (0–5). Haraslín speelde in alle drie wedstrijden mee. Zijn toenmalige teamgenoten Manuel Locatelli, Domenico Berardi, Giacomo Raspadori (allen Italië), Kaan Ayhan en Mert Müldür (beiden Turkije) waren ook actief op het toernooi.
In mei 2024 werd Haraslín door bondscoach Francesco Calzona opgenomen in de voorselectie van Slowakije voor het EK 2024 in Duitsland. Hij werd vervoglens ook opgenomen in de definitieve selectie. Slowakije overleefde de groepsfase als een van de beste nummers drie na een overwinning op België (0–1), een nederlaag tegen Oekraïne (1–2) en een gelijkspel tegen Roemenië (1–1), waarna het in de achtste finales na een verlenging met 2–1 verloor van Engeland. Haraslín kwam op het toernooi in iedere wedstrijd in actie. Zijn toenmalige clubgenoten Qazim Laçi (Albanië), Veljko Birmančević (Servië), Martin Vitík, Jan Kuchta en Ladislav Krejčí (allen Tsjechië) waren ook actief op het EK.
| Interlands van Lukáš Haraslín voor Slowakije | Interlands van Lukáš Haraslín voor Slowakije | Interlands van Lukáš Haraslín voor Slowakije | Interlands van Lukáš Haraslín voor Slowakije | Interlands van Lukáš Haraslín voor Slowakije | Interlands van Lukáš Haraslín voor Slowakije | Interlands van Lukáš Haraslín voor Slowakije |
| №                                            | Datum                                        | Wedstrijd                                    | Uitslag                                      | Competitie                                   | Goals                                        |                                              |
| Als speler bij Lechia Gdańsk                 | Als speler bij Lechia Gdańsk                 | Als speler bij Lechia Gdańsk                 | Als speler bij Lechia Gdańsk                 | Als speler bij Lechia Gdańsk                 | Als speler bij Lechia Gdańsk                 | Als speler bij Lechia Gdańsk                 |
| -------------------------------------------- | -------------------------------------------- | -------------------------------------------- | -------------------------------------------- | -------------------------------------------- | -------------------------------------------- | -------------------------------------------- |
| 1                                            | 7 juni 2019                                  | Slowakije – Jordanië                         | 5 – 1                                        | Vriendschappelijk                            | 50'                                          |                                              |
| 2                                            | 11 juni 2019                                 | Azerbeidzjan – Slowakije                     | 1 – 5                                        | EK 2020 kwalificatie                         |                                              |                                              |
| 3                                            | 6 september 2019                             | Slowakije – Kroatië                          | 0 – 4                                        | EK 2020 kwalificatie                         |                                              |                                              |
| 4                                            | 9 september 2019                             | Hongarije – Slowakije                        | 1 – 2                                        | EK 2020 kwalificatie                         |                                              |                                              |
| 5                                            | 10 oktober 2019                              | Slowakije – Wales                            | 1 – 1                                        | EK 2020 kwalificatie                         |                                              |                                              |
| 6                                            | 13 oktober 2019                              | Slowakije – Paraguay                         | 1 – 1                                        | Vriendschappelijk                            |                                              |                                              |
| 7                                            | 16 november 2019                             | Kroatië – Slowakije                          | 3 – 1                                        | EK 2020 kwalificatie                         |                                              |                                              |
| 8                                            | 19 november 2019                             | Slowakije – Azerbeidzjan                     | 2 – 0                                        | EK 2020 kwalificatie                         |                                              |                                              |
| Als speler bij Sassuolo                      |                                              |                                              |                                              |                                              |                                              |                                              |
| 9                                            | 4 september 2020                             | Slowakije – Tsjechië                         | 1 – 3                                        | Nations League 2020/21                       |                                              |                                              |
| 10                                           | 7 september 2020                             | Israël – Slowakije                           | 1 – 1                                        | Nations League 2020/21                       |                                              |                                              |
| 11                                           | 8 oktober 2020                               | Slowakije – Ierland                          | 0 – 0                                        | EK 2020 kwalificatie                         |                                              |                                              |
| 12                                           | 11 oktober 2020                              | Schotland – Slowakije                        | 1 – 0                                        | Nations League 2020/21                       |                                              |                                              |
| 13                                           | 14 oktober 2020                              | Slowakije – Israël                           | 2 – 3                                        | Nations League 2020/21                       |                                              |                                              |
| 14                                           | 1 juni 2021                                  | Bulgarije – Slowakije                        | 1 – 1                                        | Vriendschappelijk                            |                                              |                                              |
| 15                                           | 6 juni 2021                                  | Oostenrijk – Slowakije                       | 0 – 0                                        | Vriendschappelijk                            |                                              |                                              |
| 16                                           | 14 juni 2021                                 | Polen – Slowakije                            | 1 – 2                                        | EK 2020                                      |                                              |                                              |
| 17                                           | 18 juni 2021                                 | Zweden – Slowakije                           | 1 – 0                                        | EK 2020                                      |                                              |                                              |
| 18                                           | 23 juni 2021                                 | Slowakije – Spanje                           | 0 – 5                                        | EK 2020                                      |                                              |                                              |
| Als speler bij Sparta Praag                  |                                              |                                              |                                              |                                              |                                              |                                              |
| 19                                           | 8 oktober 2021                               | Rusland – Slowakije                          | 1 – 0                                        | WK 2022 kwalificatie                         |                                              |                                              |
| 20                                           | 11 oktober 2021                              | Kroatië – Slowakije                          | 2 – 2                                        | WK 2022 kwalificatie                         | 45'                                          |                                              |
| 21                                           | 11 november 2021                             | Slowakije – Slovenië                         | 2 – 2                                        | WK 2022 kwalificatie                         |                                              |                                              |
| 22                                           | 14 november 2021                             | Malta – Slowakije                            | 0 – 6                                        | WK 2022 kwalificatie                         |                                              |                                              |
| 23                                           | 25 maart 2022                                | Noorwegen – Slowakije                        | 2 – 0                                        | Vriendschappelijk                            |                                              |                                              |
| 24                                           | 29 maart 2022                                | Finland – Slowakije                          | 0 – 2                                        | Vriendschappelijk                            |                                              |                                              |
| 25                                           | 6 juni 2022                                  | Slowakije – Kazachstan                       | 0 – 1                                        | Nations League 2022/23                       |                                              |                                              |
| 26                                           | 10 juni 2022                                 | Azerbeidzjan – Slowakije                     | 0 – 1                                        | Nations League 2022/23                       |                                              |                                              |
| 27                                           | 13 juni 2022                                 | Kazachstan – Slowakije                       | 2 – 1                                        | Nations League 2022/23                       |                                              |                                              |
| 28                                           | 23 maart 2023                                | Slowakije – Luxemburg                        | 0 – 0                                        | EK 2024 kwalificatie                         |                                              |                                              |
| 29                                           | 26 maart 2023                                | Slowakije – Bosnië en Herzegovina            | 2 – 0                                        | EK 2024 kwalificatie                         | 40'                                          |                                              |
| 30                                           | 8 september 2023                             | Slowakije – Portugal                         | 0 – 1                                        | EK 2024 kwalificatie                         |                                              |                                              |
| 31                                           | 11 september 2023                            | Slowakije – Liechtenstein                    | 3 – 0                                        | EK 2024 kwalificatie                         |                                              |                                              |
| 32                                           | 16 november 2023                             | Slowakije – IJsland                          | 4 – 2                                        | EK 2024 kwalificatie                         | 47', 55'                                     |                                              |
| 33                                           | 23 maart 2024                                | Slowakije – Oostenrijk                       | 0 – 2                                        | Vriendschappelijk                            |                                              |                                              |
| 34                                           | 26 maart 2024                                | Noorwegen – Slowakije                        | 1 – 1                                        | Vriendschappelijk                            |                                              |                                              |
| 35                                           | 5 juni 2024                                  | Slowakije – San Marino                       | 4 – 0                                        | Vriendschappelijk                            | 36'                                          |                                              |
| 36                                           | 9 juni 2024                                  | Slowakije – Wales                            | 4 – 0                                        | Vriendschappelijk                            |                                              |                                              |
| 37                                           | 17 juni 2024                                 | België – Slowakije                           | 0 – 1                                        | EK 2024                                      |                                              |                                              |
| 38                                           | 21 juni 2024                                 | Slowakije – Oekraïne                         | 1 – 2                                        | EK 2024                                      |                                              |                                              |
| 39                                           | 26 juni 2024                                 | Slowakije – Roemenië                         | 1 – 1                                        | EK 2024                                      |                                              |                                              |
| 40                                           | 30 juni 2024                                 | Engeland – Slowakije                         | 2 – 1 n.v.                                   | EK 2024                                      |                                              |                                              |
| 41                                           | 5 september 2024                             | Estland – Slowakije                          | 0 – 1                                        | Nations League 2024/25                       |                                              |                                              |
| 42                                           | 8 september 2024                             | Slowakije – Azerbeidzjan                     | 2 – 0                                        | Nations League 2024/25                       |                                              |                                              |
| 43                                           | 11 oktober 2024                              | Slowakije – Zweden                           | 2 – 2                                        | Nations League 2024/25                       |                                              |                                              |
| 44                                           | 14 oktober 2024                              | Azerbeidzjan – Slowakije                     | 1 – 3                                        | Nations League 2024/25                       | 75'                                          |                                              |
| 45                                           | 20 maart 2025                                | Slowakije – Slovenië                         | 0 – 0                                        | Nations League 2024/25                       |                                              |                                              |
| 46                                           | 23 maart 2025                                | Slovenië – Slowakije                         | 1 – 0                                        | Nations League 2024/25                       |                                              |                                              |

Bijgewerkt op 22 juli 2025.

## Erelijst
| Competitie         |               |               |               |               |
| Competitie         | Aantal        | Jaren         |               |               |
| Lechia Gdańsk      | Lechia Gdańsk | Lechia Gdańsk | Lechia Gdańsk | Lechia Gdańsk |
| ------------------ | ------------- | ------------- | ------------- | ------------- |
| Puchar Polski      | 1             | 2018/19       |               |               |
| Superpuchar Polski | 1             | 2019          |               |               |
| Sparta Praag       |               |               |               |               |
| Česká liga         | 1             | 2022/23       |               |               |